# Associated Artists Productions
L'Associated Artists Productions (A.A.P.) è stata una società statunitense che operava nella distribuzione in syndication televisiva di lungometraggi e cortometraggi. Sebbene attiva per pochi anni, l'Associated Artists Productions è nota per essere stata proprietaria del copyright della serie di cortometraggi d'animazione Braccio di Ferro e dei corti a colori antecedenti al 1° agosto 1948 delle serie Looney Tunes e Merrie Melodies, poiché il suo logo era presente all'inizio di tutte le stampe in 16mm trasmesse in syndication negli anni sessanta.

## Associated Artists
L'Associated Artists è stata fondata nel 1948 da Eliot Hyman. L'azienda gestì inizialmente la distribuzione nelle sale di circa 500 film, oltre alla Republic Pictures e alle librerie di Robert Lippert, ma presto entrò nella distribuzione televisiva, collaborando anche con Monogram Pictures e Producers Releasing Corporation. Nel 1951, Hyman vendette la società alla Lansing Foundation di David Baird, lavorando in seguito come consulente presso la neo-nata Motion Pictures for Television (MPTV) e diventando socio della Mouline Production, società di produzione del lungometraggio Moby Dick - La balena bianca di John Huston, mentre finanziava e produceva altri film e progetti televisivi.

## Associated Artists Productions
L'Associated Artists Productions (A.A.P.) venne fondata nel luglio del 1954 dallo stesso Hyman, che ne assegnò la vice-presidenza al figlio Ken e acquistò i diritti dei film con protagonista Sherlock Holmes prodotti da Universal Studios. Inoltre, acquisì i diritti di distribuzione dei film della 13 Artcinema Associates: 37 western e 3 serial. Due anni più tardi, la società venne ricapitalizzata e il suo nome cambiò in Associated Artists Productions  (A.A.P.). Nel giugno del 1956, per 21 milioni di dollari A.A.P. e la sua controllata Dominant Pictures gestirono le vendite di distribuzione di tutta la filmografia di proprietà della Warner Bros. Pictures, acquistata da PRM Inc. di Lou Chelser prima del 1950, e si aggiudicò i diritti di Braccio di Ferro dal Paramount Pictures. Nel dicembre del 1957, il controllo dell'A.A.P. passò sotto la Corte Suprema di New York.

## United Artists Associated
L'azienda venne acquisita dalla United Artists nell' ottobre 1958 per 27 milioni di dollari tramite importo contabile non accreditato. La divisione risultante è stata nominata United Artists Associated  (U.A.A.), a cui ha seguito un accordo per distribuire Tre allegri naviganti (Beany and Cecil) a livello internazionale.

## Diritti di distribuzione
Il materiale A.A.P. ottenuto da Warner Bros. Pictures includeva tutto ciò che era stato prodotto e distribuito dalla Warner Bros. prima del 1950 (Warner Bros. conservava solo i diritti di due film del 1949), incluso il film Chain Lightning (prodotto nel 1949 e distribuito nel 1950). Erano inclusi anche i corti usciti anteriormente al 1º settembre 1948. La filmografia dei cartoni animati comprendeva tutti quelli di Looney Tunes e di Merrie Melodies, comprese le Merrie Melodies prodotte dalla Harman-Ising Pictures dal 1931 al 1933, ad eccezione di Lady, Play Your Mandolin! (1931). Le restanti composizioni in bianco e nero dal 1933 al 1934 e le liriche Looney Tunes, anch'esse in bianco e nero, erano state vendute alla Sunset Productions. L'ex regista del fumetto Warner Bob Clampett fu scelto per catalogare la libreria di fumetti della Warner. Con questo acquisto, l' A.A.P. si è ritrovata una filmografia di oltre 568 corti animati, che diventarono punti di riferimento della televisione per bambini per molti anni. Per le produzioni Warner Bros., venne semplicemente inserito il loro logo prima dell'inizio del film. Per i cartoni di Braccio di Ferro, furono rimossi tutti i loghi e le menzioni della Paramount, poiché Paramount non volle essere associato alla televisione. Tuttavia, poiché i cartoni di Braccio di Ferro erano ancora in produzione al momento della vendita, nel 1956, i titoli con la linea di copyright (ovvero Copyright MCMXLI di Paramount Pictures Corporation, tutti i diritti riservati) sono rimasti intatti. Negli ultimi anni, grazie agli sforzi della Turner Entertainment Co., i riferimenti di Paramount sono stati ripristinati nei cartoni animati.